# Lagunaseca
Lagunaseca ist ein Ort und eine zentralspanische Gemeinde (municipio) mit 49 Einwohnern (Stand: 2024) im Norden der Provinz Cuenca in der Autonomen Region Kastilien-La Mancha. 

## Lage und Klima
Lagunaseca liegt auf der Westseite des Iberischen Gebirges in einer Höhe von ca. 1360 m. Die Provinzhauptstadt Cuenca befindet sich gut 53 Kilometer (Fahrtstrecke) südsüdwestlich. Das Klima im Winter ist gemäßigt, im Sommer dagegen warm bis heiß. Regen (693 mm/Jahr) fällt das ganze Jahr über.

## Bevölkerungsentwicklung
| Jahr      | 1970 | 1981 | 1991 | 2001 | 2011 | 2021 |
| Einwohner | 167  | 136  | 104  | 121  | 97   | 56   |

## Sehenswürdigkeiten

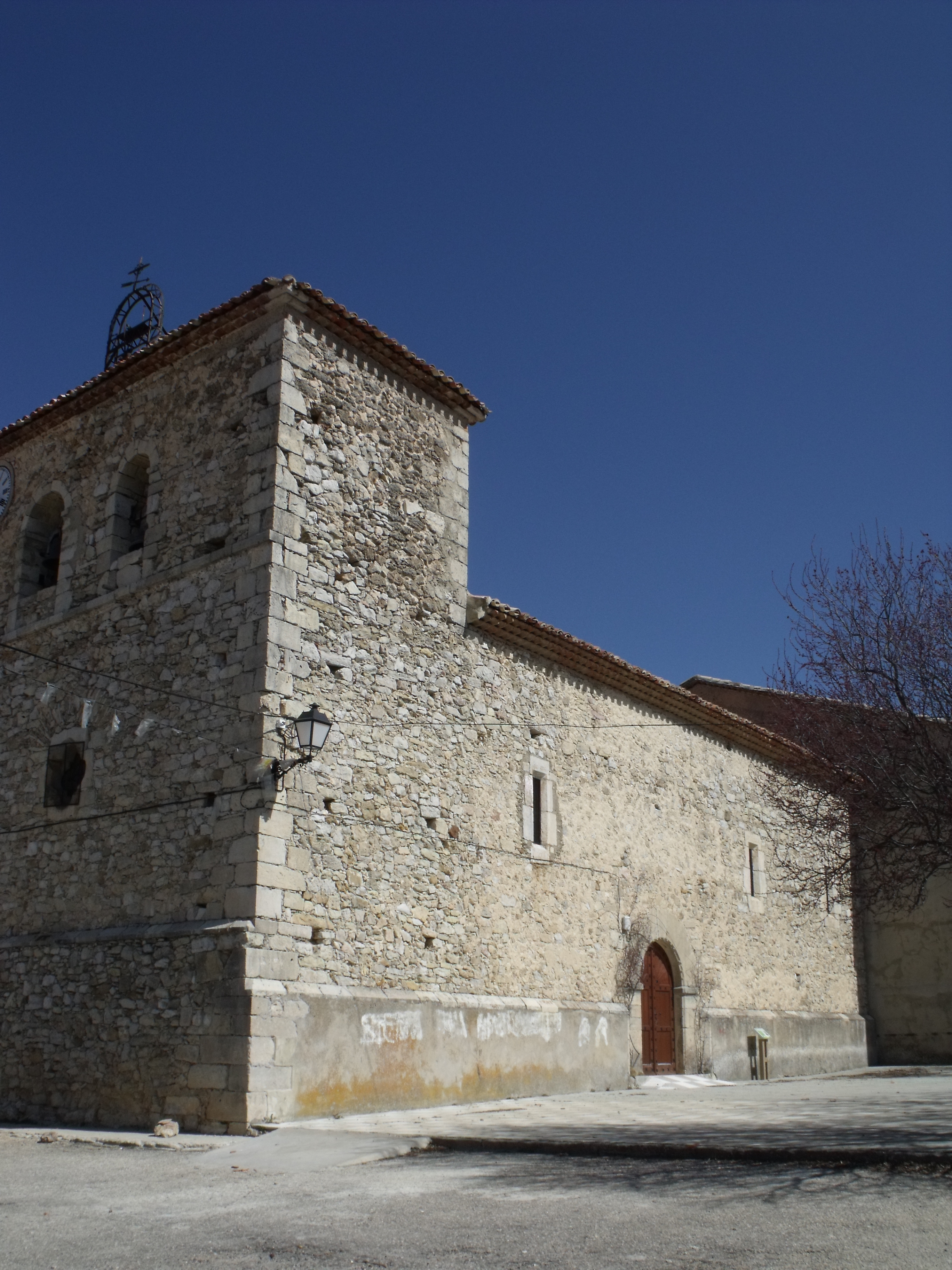
Barnabaskirche
- Marienkapelle

- Barnabaskirche